# Foni Bintang-Karenai
Il distretto di Foni Bintang-Karenai è un distretto del Gambia nella Divisione della West Coast con 15.994 abitanti al censimento del 2003.

## Società

### Evoluzione demografica
In base ai dati del censimento 1993 la popolazione del distretto era così suddivisa dal punto di vista etnico:
| Etnia       | Abitanti | %     |
| ----------- | -------- | ----- |
| Mandingo    | 2.304    | 22,37 |
| Fulani      | 498      | 4,84  |
| Wolof       | 65       | 0,63  |
| Jola        | 6.825    | 66,28 |
| Serahule    | 54       | 0,52  |
| Altre etnie | 551      | 5,35  |